# 추기경회의

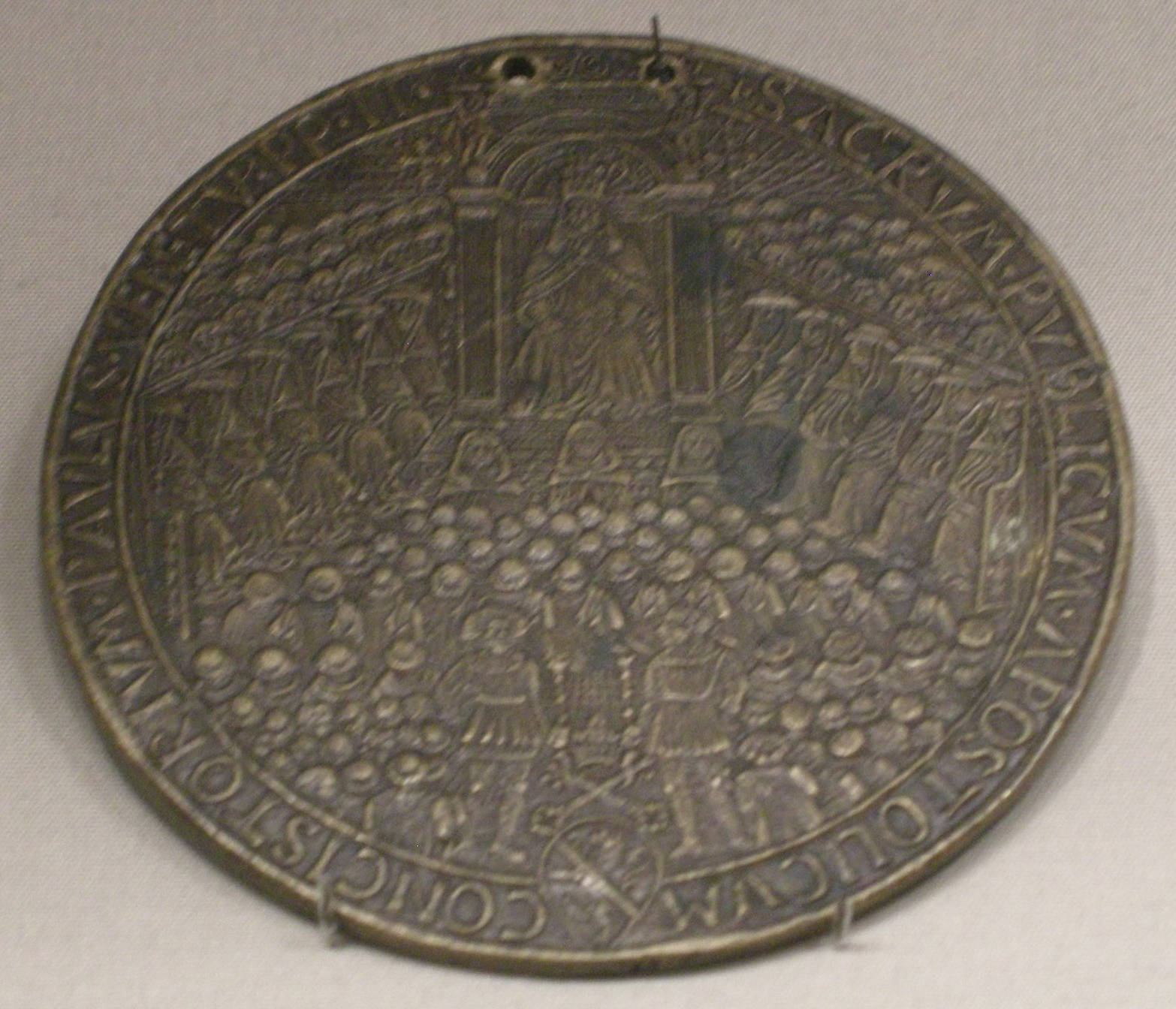
교황 바오로 2세가 소집한 추기경회의를 새긴 메달 (1466년 또는 1467년 작품)

추기경회의(樞機卿會議, 라틴어: Consistorium)는 로마 가톨릭교회의 추기경들로 구성되는 추기경단의 공식 회의이며, 특별히 차기 교황을 선출하기 위해 모여 비밀리에 진행하는 경우에는 콘클라베라고 하여, 추기경회의로 적용되지 않는다. 추기경회의는 교황의 명령에 의해 소집되어 바티칸 시국에서 개최되며, 보통 기독교와 관련한 중요문제에 대해 추기경들이 모여서 회의를 하고 교황에게 조언하는 형태를 띠고 있다.
추기경회의는 사안에 따라 비밀리에 또는 일상적인 업무로 소집되거나, 대중에 공개하거나 비공개로 진행할 수 있다.
교황이 새로 임명한 추기경들이 추기경단에 참석한 이후로 줄곧, 추기경회의는 다음과 같은 형식으로 진행되었다. 일반적으로 추기경에 서임된 사람의 신원은 미리 예고되지만, 추기경회의에서 교황이 추기경에 임명한다고 정식으로 공표해야만 추기경으로서의 즉위가 효력을 발휘한다. 추기경으로 내정된 성직자가 추기경회의에서 정식 발표하기 전날에 사망하거나, 교황이 추기경회의에서 발표하기 전에 사망하면 그 성직자의 추기경 자리는 무효처리가 된다. 그러나, 내정자 본인이 직접 자신의 추기경 내정 사실을 보다 확고히 다지기 위해 추기경회의에 굳이 참석할 필요는 없다.
추기경회의에서 새로 임명된 추기경들은 일반적으로 각자 로마 교구의 명의본당 하나씩의 소유권을 할당받는다. 비록 교황 바오로 6세가 명의본당에 대하여 추기경들이 직접적으로 간섭하지 못하도록 법적으로 제지해놓기는 하였지만, 어쨌든 법적으로 추기경들은 명의본당에 대하여 법적인 소유권을 갖고 있다.